# Рикі (Мазовецьке воєводство)
Рикі (пол. Ryki) — село в Польщі, у гміні Стара Блотниця Білобжезького повіту Мазовецького воєводства.
Населення — 113 осіб (2011).
У 1975-1998 роках село належало до Радомського воєводства.

## Демографія
Демографічна структура станом на 31 березня 2011 року:
|          | Загалом | Допрацездатний вік | Працездатний вік | Постпрацездатний вік |
| -------- | ------- | ------------------ | ---------------- | -------------------- |
| Чоловіки | 60      | 18                 | 35               | 7                    |
| Жінки    | 53      | 12                 | 25               | 16                   |
| Разом    | 113     | 30                 | 60               | 23                   |